# Samtpappel
Die Samtpappel oder Lindenblättrige Schönmalve (Abutilon theophrasti) ist eine Pflanzenart aus der Gattung Abutilon innerhalb der Familie der Malvengewächse (Malvaceae).

## Beschreibung

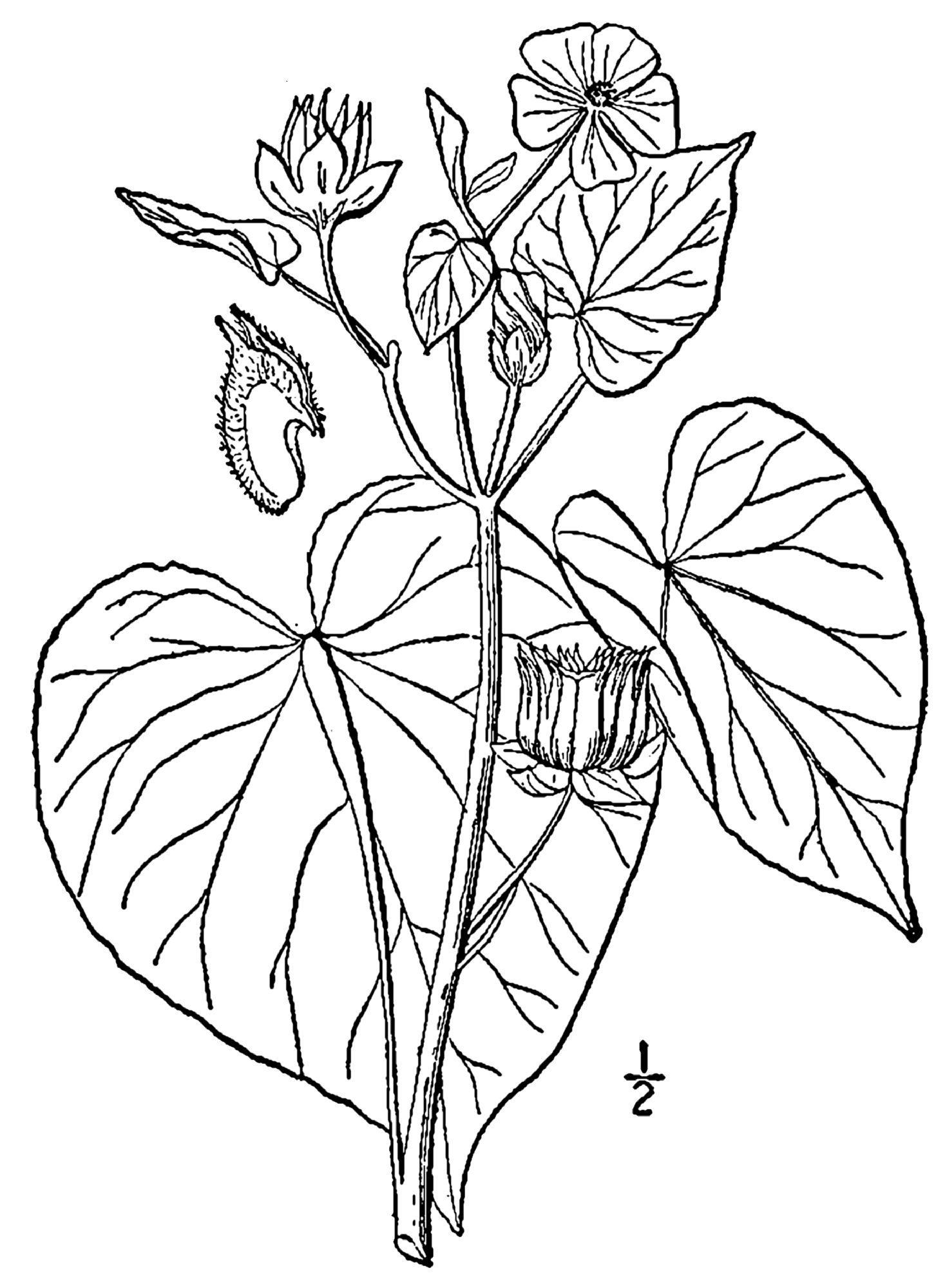
Illustration

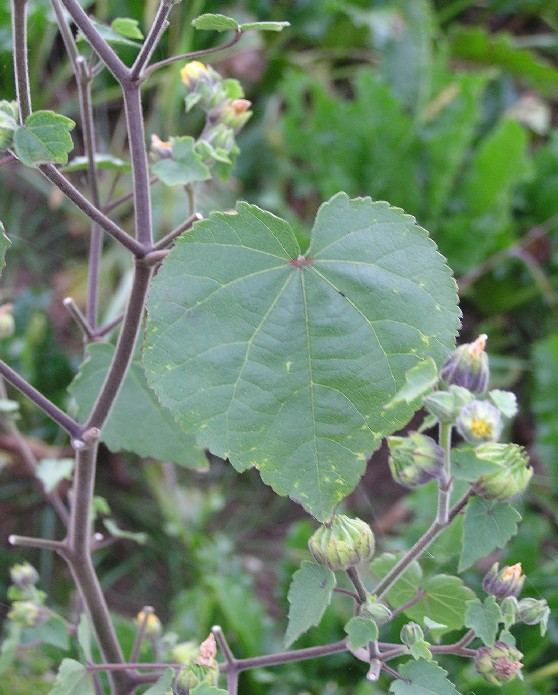
Laubblatt

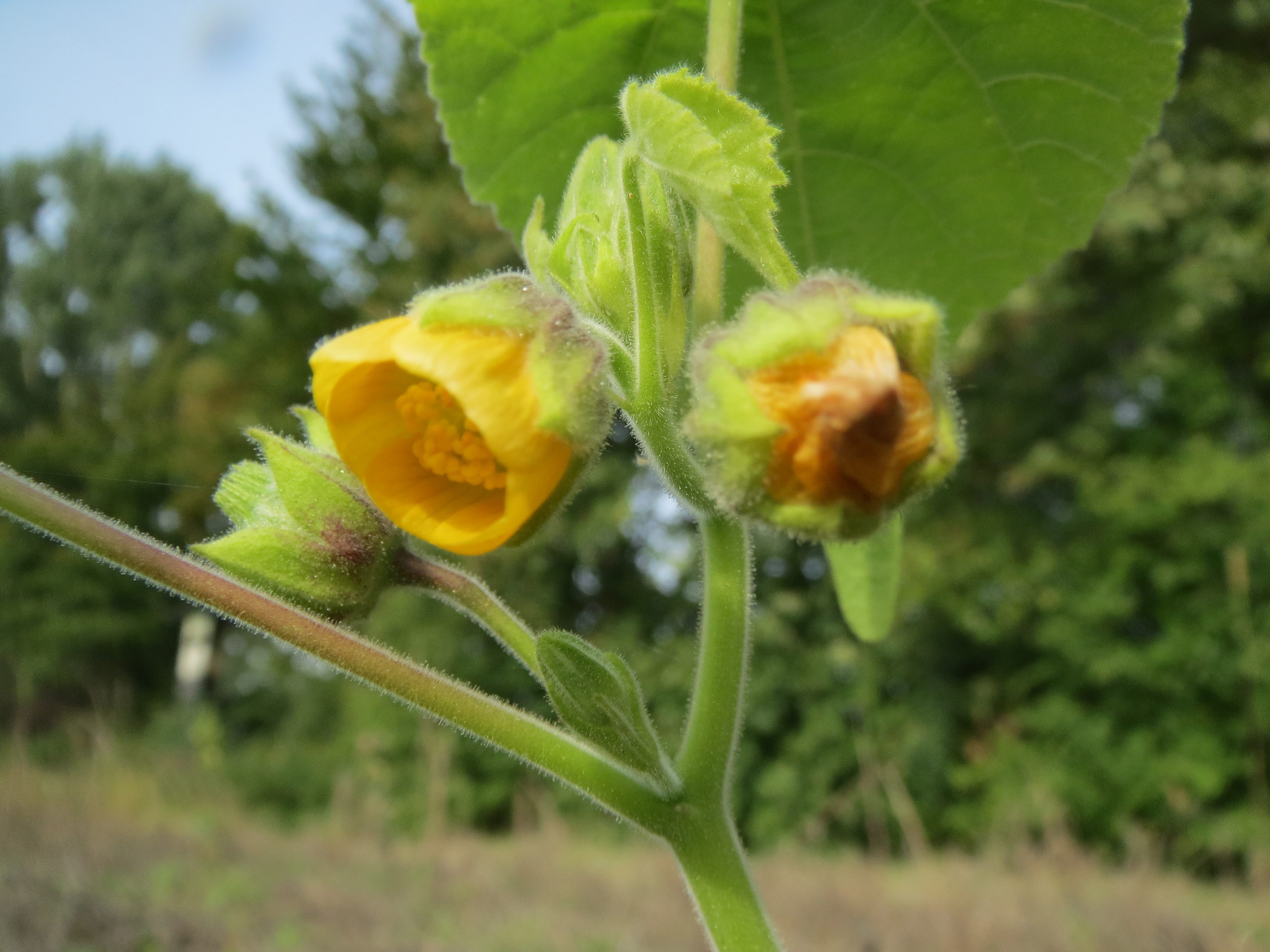
Blütenstand

### Vegetative Merkmale
Bei der Samtpappel handelt es sich um eine einjährige krautige Pflanze, die Wuchshöhen von 1 und 2 Metern erreicht. Sie wächst aufrecht mit einer dominierenden Hauptachse. Die oberirdischen Pflanzenteile sind samtig behaart, deshalb der Trivialname Samtpappel.
Die wechselständig angeordneten Laubblätter sind in Blattstiel und -spreite gegliedert. Der Blattstiel ist relativ lang. Die einfache, samtig behaarte, weiche, bis 20 Zentimeter große Blattspreite ist herzförmig und erinnert an die Blätter der Sommer-Linde (Tilia platyphyllos). Die Blattspitze ist spitz bis zugespitzt, der Blattrand ist gekerbt oder gesägt bis ganz. Von der Blattbasis gehen sieben bis elf starke, handförmige Blattadern aus. Es sind abfallende Nebenblätter vorhanden.

### Generative Merkmale
Die Blüten stehen zu wenigen in lockeren, zymösen, blattachselständigen Blütenständen oder erscheinen einzeln. Der behaarte Blütenstiel ist 1 bis 4 Zentimeter lang.
Die zwittrigen Blüten sind radiärsymmetrisch und fünfzählig mit doppelter Blütenhülle. Die außen behaarten Kelchblätter sind am Grund becherförmig verwachsen mit längeren, spitzen Zipfeln. Die fünf verkehrt-eiförmigen Kronblätter sind gelb-orange, radförmig ausgebreitet und meist gut 1 Zentimeter lang. Es sind 9 bis 15 oberständige, genäherte, fast freie und behaarte Fruchtblätter sowie viele kurze, im unteren Teil in einer kahlen Röhre verwachsene Staubblätter vorhanden. Die Griffel sind im unteren Teil verwachsen mit oberseits, kurzen, freien Ästen mit kopfigen Narben.
Die charakteristisch geformte, rippige, weich behaarte, etwa 1,3–1,8 Zentimeter große, ledrige Spaltfrucht am beständigen Kelch ist fast verkehrt-halbkugelförmig, glockenförmig und zerfällt in mehrsamige, doppelt geschnäbelte, leicht keilförmige Teilfrüchte mit ausgebogenen Schnäbeln, die sich bei Reife oben mit einem Schlitz auf der Außenseite öffnen. Die herz- oder nierenförmigen Samen sind mehr oder weniger behaart.
Die Chromosomenzahl beträgt 2n = 42.

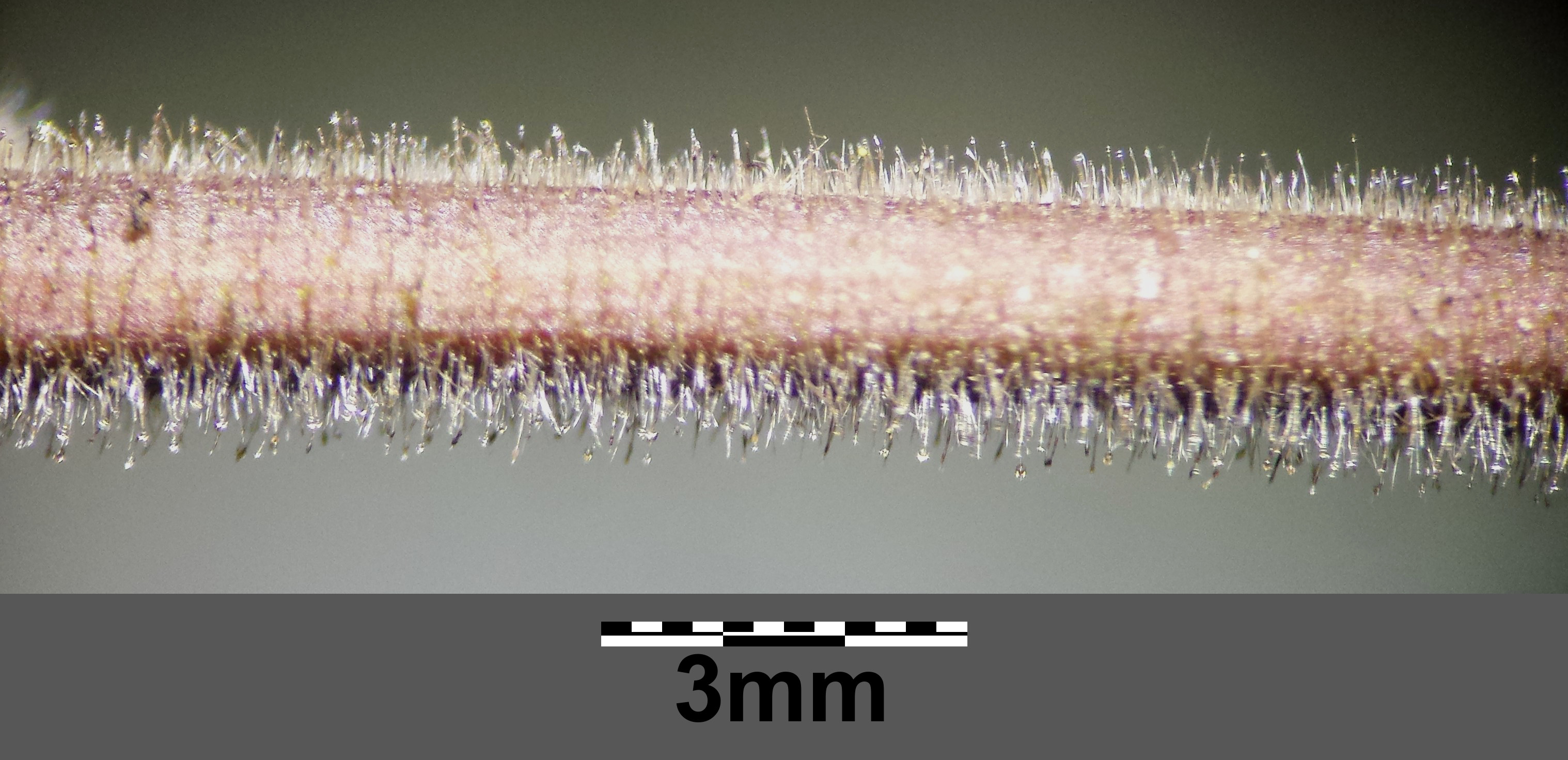
Behaarter Stängel
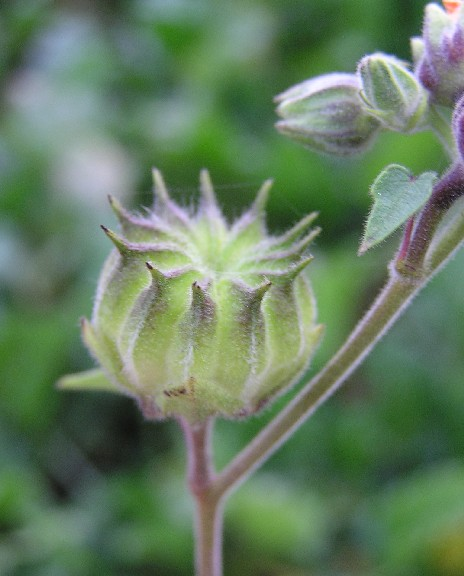
Unreife Frucht
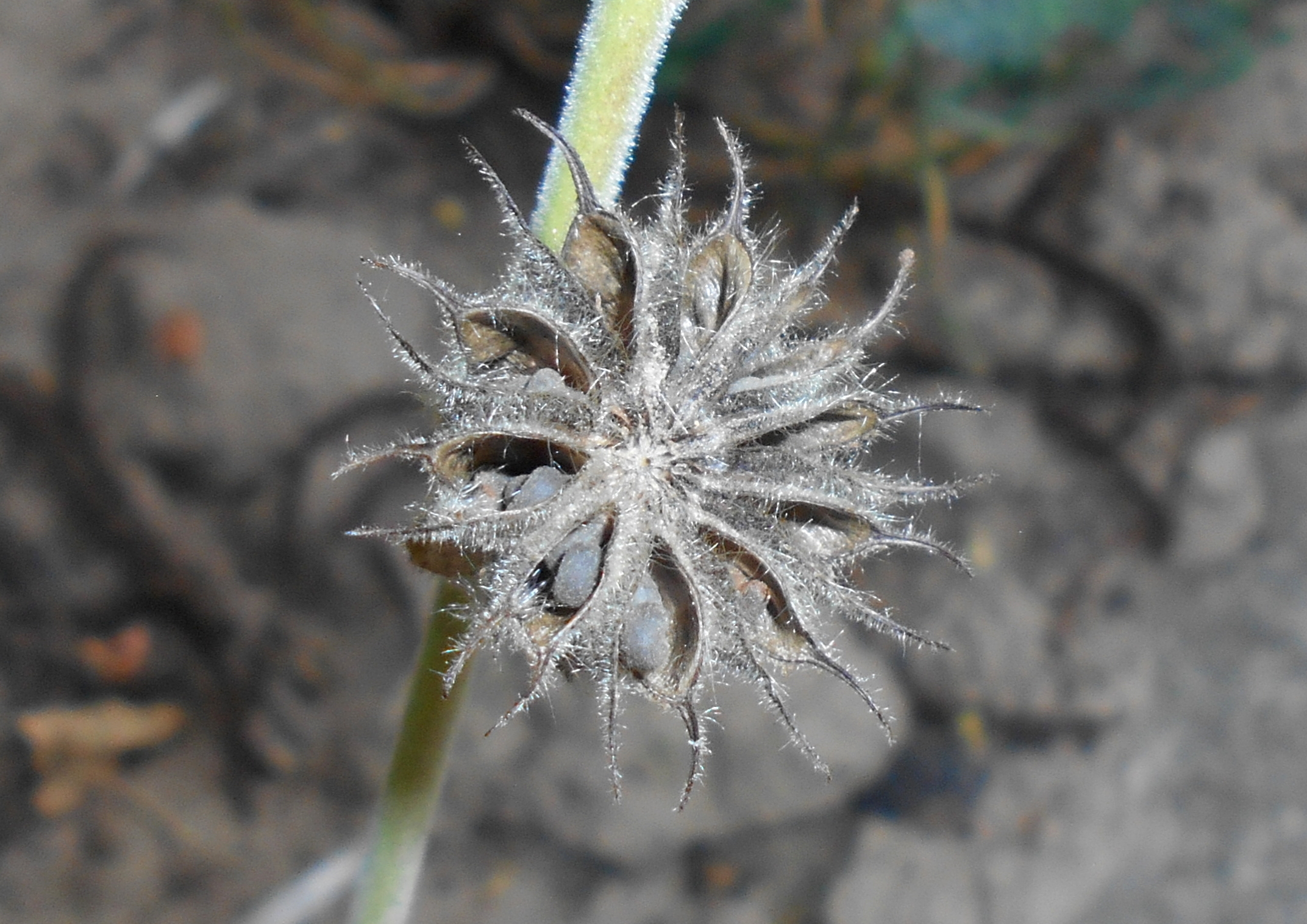
Reife Frucht
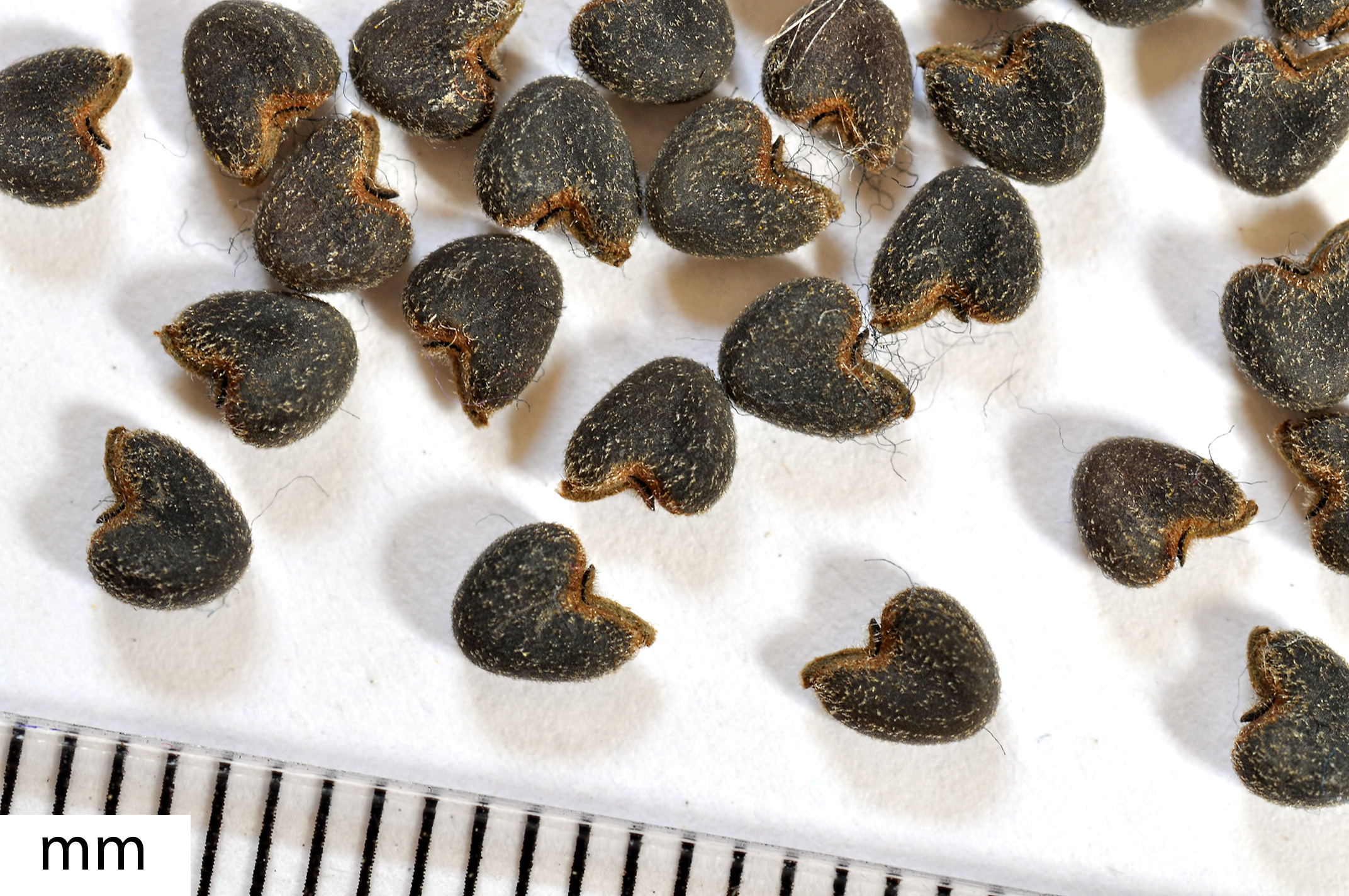
Samen

## Verbreitung, Standortansprüche und Verwendung
Es handelt sich ursprünglich um eine mittel- oder südasiatische Art, wobei die genaue Verbreitung nicht bekannt ist. Abutilon theophrasti ist in weiten Teilen Eurasiens und Nordamerikas ein Neophyt. In Europa kam sie danach hauptsächlich in Südeuropa vor, und nur sehr vereinzelt in Mitteleuropa. Seit 1990 und besonders seit 2000 tritt sie aber in ganz Mitteleuropa vermehrt auf. Man findet sie vor allem in Rübenäckern, da die dafür zugelassenen Herbizide keinen Schutz gegen Abutilon theophrasti bieten.
Abutilon theophrasti wurde bereits im 18. Jahrhundert in Teile Europas, darunter auch Deutschland, Nordamerikas und Australiens als Faserpflanze eingeführt, wo sie sich aber gegenüber Faserpflanzen wie Hanf, Lein oder der eingeführten Baumwolle nicht durchsetzen konnte. In China wird sie immer noch angebaut.
Die Pflanze wurde aufgrund ihres Ausbreitungspotenzials und der Schäden in den Bereichen Biodiversität, Gesundheit bzw. Ökonomie in die Schwarze Liste der invasiven Neophyten der Schweiz aufgenommen.
Die Samtpappel ist in allen Kulturen als Unkraut anzutreffen, stellt jedoch besonders im Rüben- und Sojaanbau ein Problem dar, da anders als im Maisanbau keine Herbizide mit ausreichender Wirkung zugelassen sind.
Die ökologischen Zeigerwerte nach Landolt & al. 2010 sind in der Schweiz: Feuchtezahl F = 2+w (frisch und wechselfeucht), Lichtzahl L = 4 (hell), Reaktionszahl R = 4 (neutral bis basisch), Temperaturzahl T = 5 (sehr warm-kollin), Nährstoffzahl N = 4 (nährstoffreich), Kontinentalitätszahl K = 4 (subkontinental).